# Serguéi Jabálov
Serguéi Semiónovich Jabálov (en ruso: Сергей Семёнович Хабалов; 21 de abriljul./ 3 de mayo de 1858greg.-1924) fue un militar ruso de la Primera Guerra Mundial y la Guerra Civil Rusa.
Graduado en 1878 de la Escuela de Artillería Mijáilovskoie, combatió en la Guerra de Oriente contra el Imperio otomano en Térek. Graduado con honores de la Escuela de Estado Mayor en 1886 en San Petersburgo, sirviendo como capitán ayudante de una división de infantería hasta que en 1890 entró en el 1.er Cuerpo de la Guardia. Comandante del regimiento de Cazadores de la Guardia Real, en 1891 es ascendido a teniente coronel. Tras servir en varias asignaciones especiales, en 1895 pasa a coronel.
Maestro de ciencias militares en la Escuela Militar Pávlovskoie y comandante de un batallón del Regimiento de Fusileros Finlandeses en 1900, inspector de la Escuela de Caballería Nikoláievskoie en 1901, director de la Escuela Militar Alekséievskoie en 1903 y en 1905 jefe de la Escuela Militar Pávlovskoie.
En 1914, tras estallar la Primera Guerra Mundial, es nombrado gobernador militar de los Urales y Atamán de los cosacos locales. El 31 de mayojul./ 13 de junio de 1916greg. es puesto al mando del Distrito Militar de Petrogrado como teniente general. Durante la Revolución de Febrero de 1917 es arrestado y encarcelado en la Fortaleza de San Pedro y San Pablo e interrogado por una comisión extraordinaria del Gobierno Provisional Ruso. Liberado tras la Revolución de Octubre, fue licenciado con su uniforme y una pensión. Emigró en 1919 a Rusia del Sur para unirse al Ejército Blanco, el 3 de enero de 1920 fue evacuado de Novorosíisk para Tesalónica, Reino de Grecia donde falleció en 1924.